# Demétrio José Xavier
Demétrio José Xavier, primeiro e único barão do Upacaraí, (Herval, 1812 — Dom Pedrito, 5 de setembro de 1889) foi um fazendeiro e abolicionista brasileiro.
Filho de Manuel José Xavier e Plácida Maria Rodrigues dos Santos, casou em São Gabriel, em 1847 com Margarida Cândida da Silva (n.1827), com quem teve os seguintes filhos: Maria, Galdina, Etelvina, Margarida, Manuel (oficial do Exército Brasileiro), Demétrio, Zeferino, José e Carolina.
Era proprietário da Sesmaria do Fialho, campos em Santana do Livramento, rebanhos de gado e diversas casas em Dom Pedrito.
Lutou do lado legalista na Revolução Farroupilha, participando de toda a campanha. Participou também da Guerra do Paraguai, onde mostrou avançados conhecimentos táticos e reconhecida coragem em combate e por essa razão, foi distinguido com o posto de Brigadeiro Honorário do Imperial Exército Brasileiro.
Foi agraciado barão em 8 de abril de 1879, era comendador da Imperial Ordem da Rosa, oficial da Imperial Ordem de Cristo e cavaleiro da Imperial Ordem do Cruzeiro, condecorado com a Medalha da Campanha do Paraguai.
Foi coronel da Guarda Nacional e fundador do Clube Abolicionista de Dom Pedrito.
O título faz referência ao rio Upacaraí, pertencente à bacia do rio Santa Maria, na região onde o nobre viveu.